# Bantan (Seunagan)
Bantan is een bestuurslaag in het regentschap Nagan Raya van de provincie Atjeh, Indonesië. Bantan telt 77 inwoners (volkstelling 2010).